# Дюпюи, Пьер (1610)
Пьер Дюпюи (фр. Pierre Dupuis; 3 марта 1610, Монфор-л’Амори, метрополия Франции — 18 февраля 1682[…], Париж) — французский художник, мастер натюрморта.

## Биография
Родился в 1610 году в Монфор-л’Амори. В начале 1630-х годов приехал в Париж, откуда в 1633 году отправился в Италию, где оставался до 1639 года. В Италии около 1637 года он познакомился с художником Пьером Миньяром, который в дальнейшем стал президентом французской Королевской академии живописи и скульптуры. В 1640-е годы пользовался покровительством Великого конюшего Франции, Анри Лотарингского, графа д’Аркура. В 1663 году стал членом Королевской академии, представив в качестве вступительной работы «Натюрморт со сливами, гранатами и лилией».
Натюрморты Дюпюи разительно отличались от работ многих его коллег, работавших при французском королевском дворе, таких, как Питер ван Букле, своим минимализмом, который связывают с протестантским вероисповеданием художника. Несмотря на сложное положение протестантов во Франции в XVII столетии, картины Дюпюи были популярны у современников, что на время сделало его обеспеченным человеком.
Однако в старости Дюпюи долго болел, работать больше не мог, и скончался в 1682 году в нищете в Париже.

## Галерея

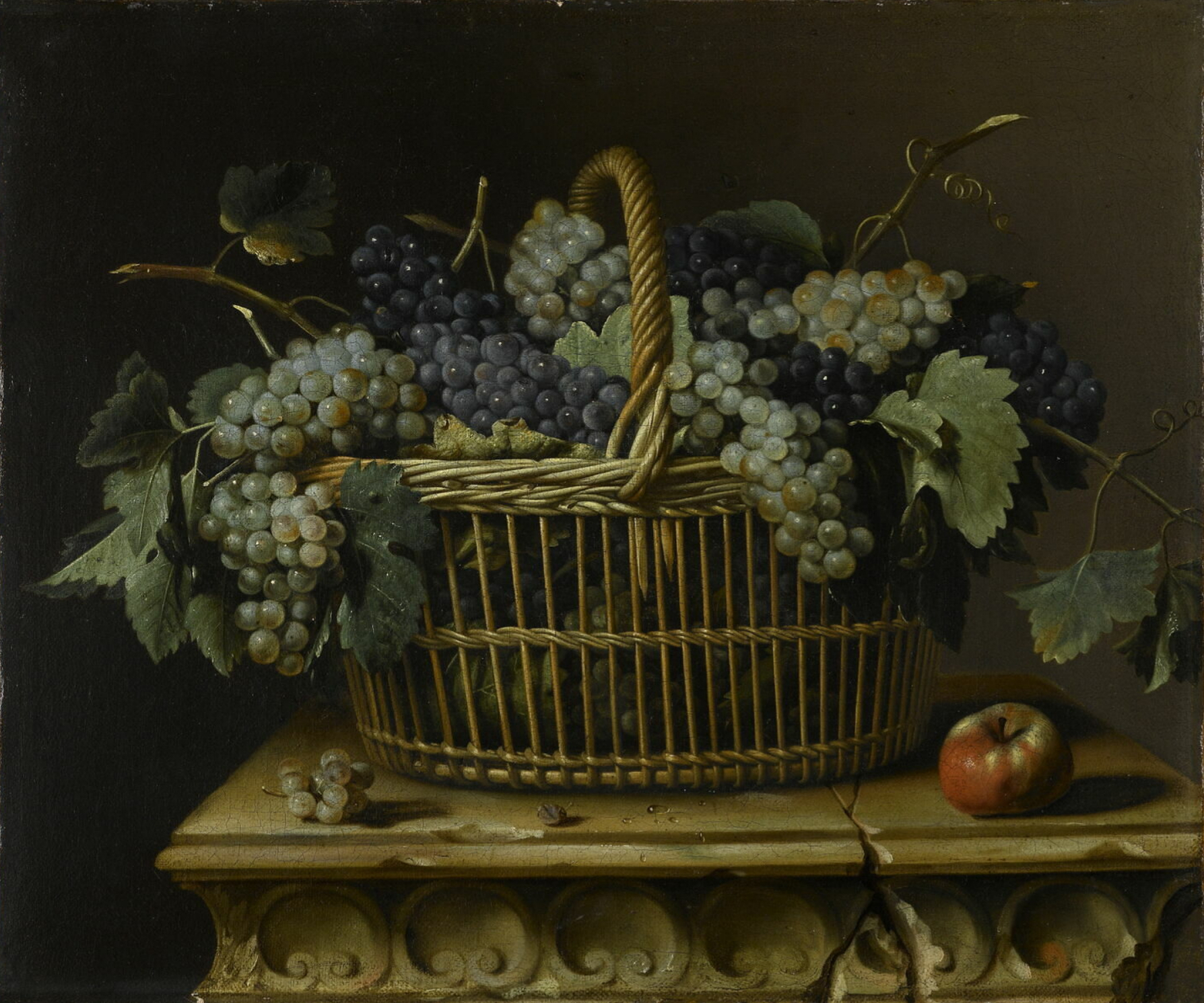
Натюрморт с корзиной винограда
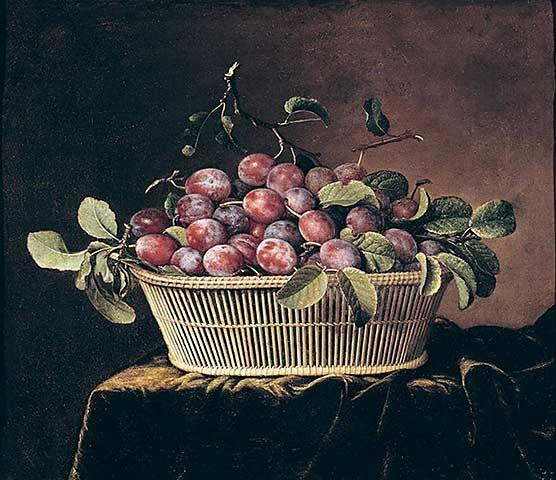
Натюрморт с корзиной слив
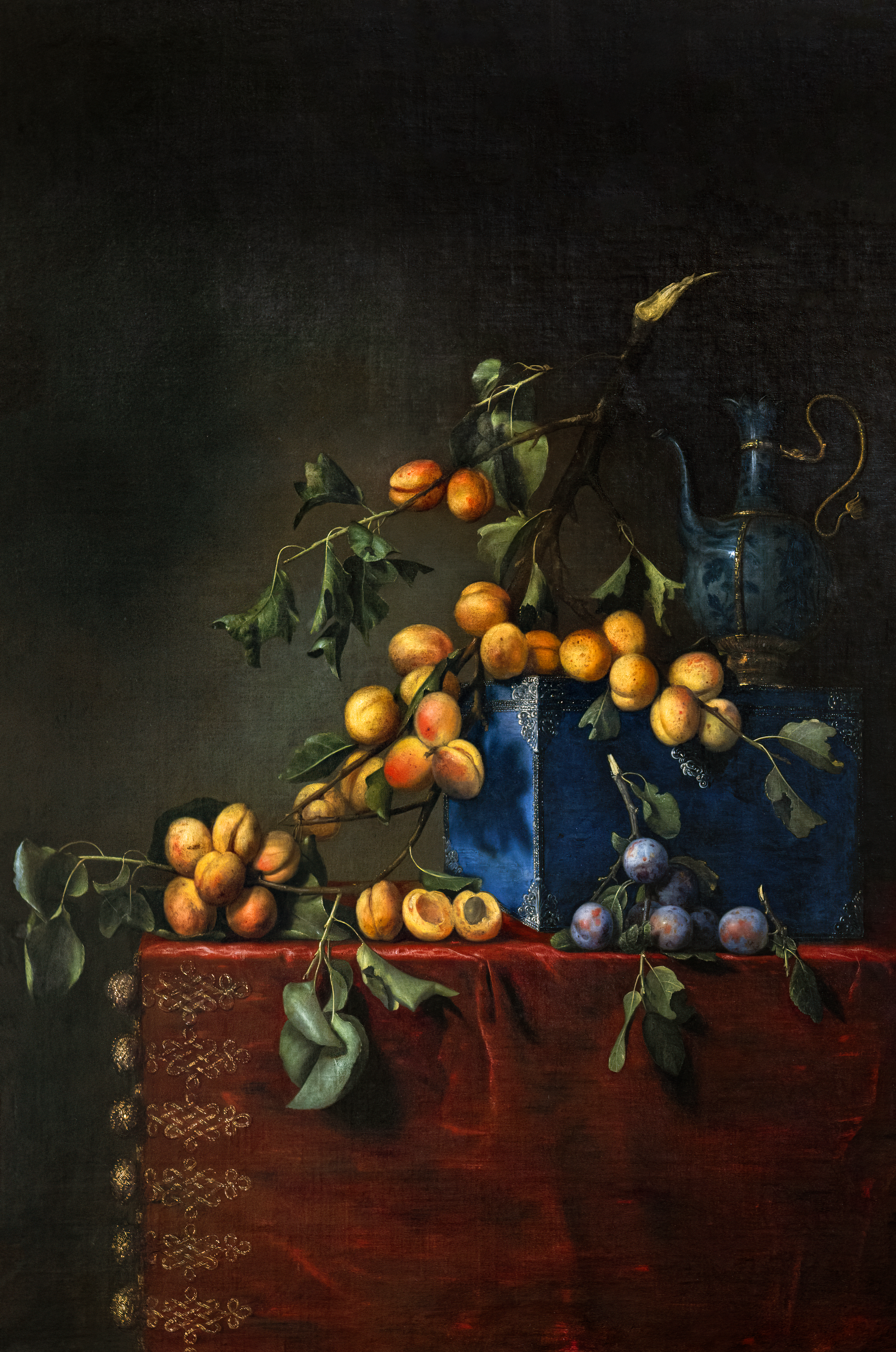
Натюрморт с ветвями абрикоса и сливы
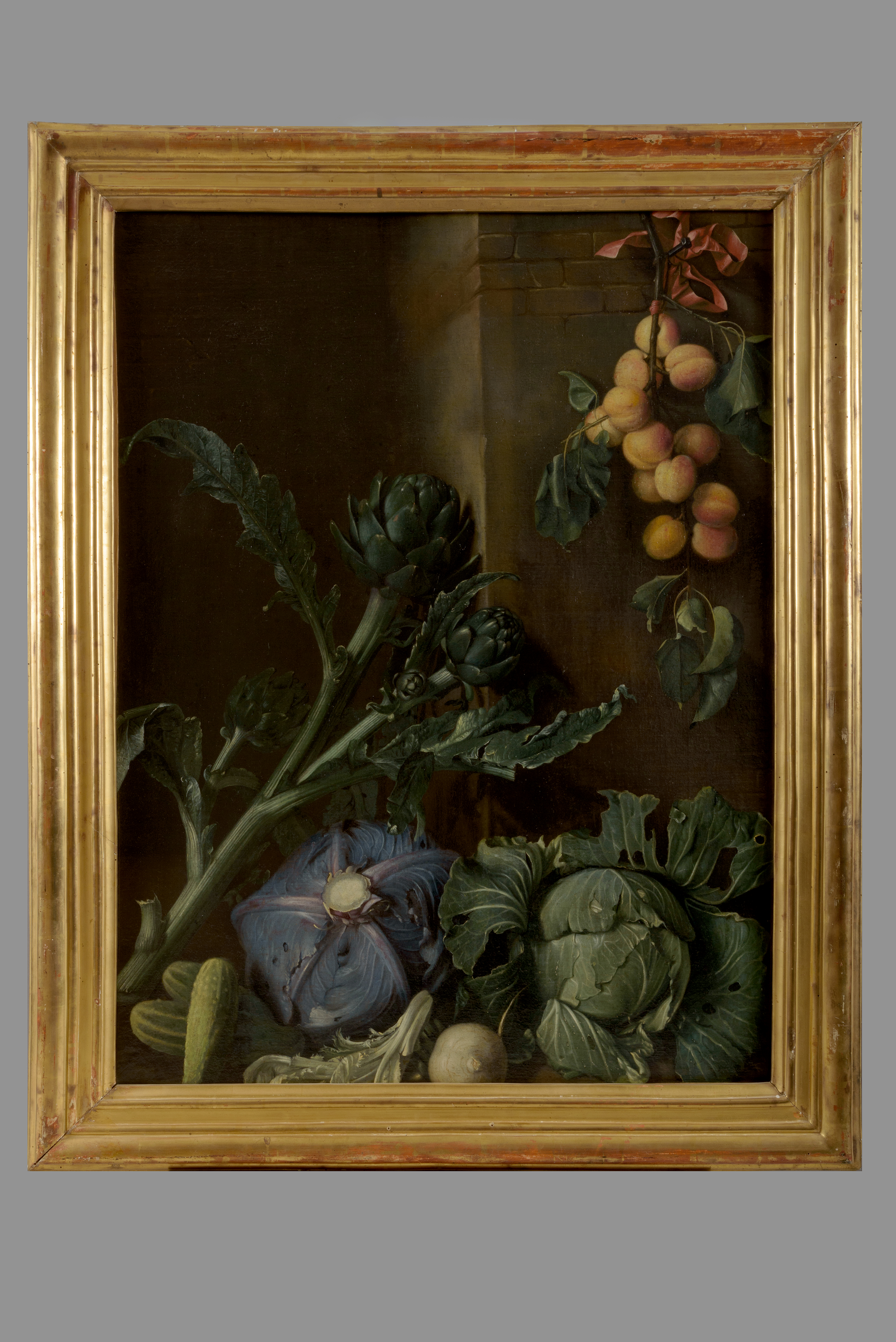
Натюрморт с абрикосами и овощами
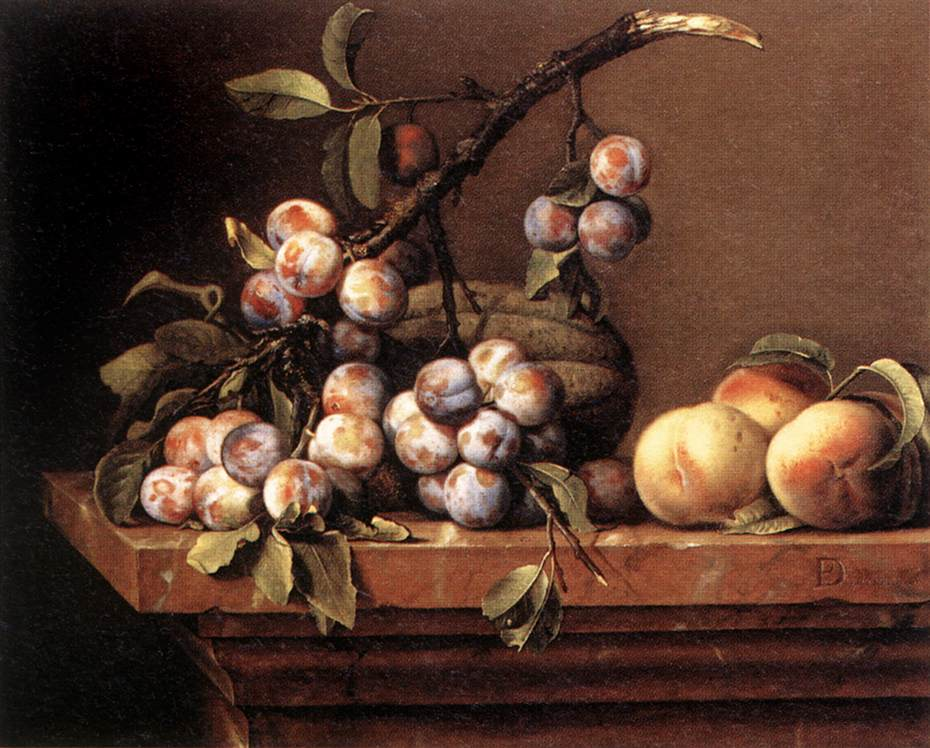
Натюрморт со сливами, абрикосами и дыней
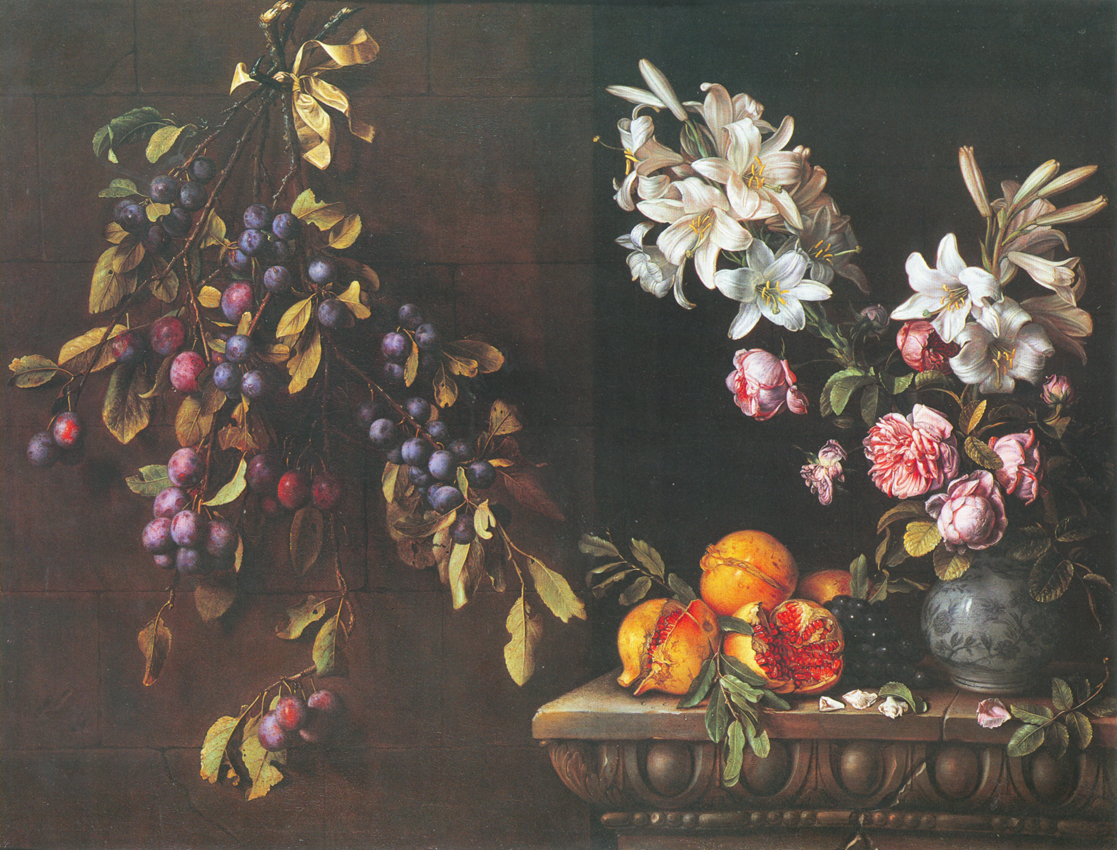
Натюрморт с ветвями сливы, букетом, гранатами и виноградом
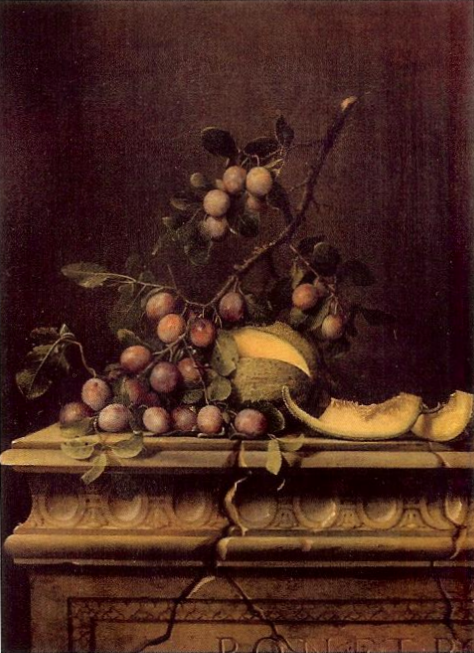
Натюрморт с ветвью слив и дыней